# Agnew
Agnew – szkockie nazwisko i nazwa klanu z Wingtowshire i Galloway.
Istnieją dwie teorie o pochodzeniu nazwiska i rodu. Jedna, najczęściej przyjmowana za prawdopodobną wywodzi nazwisko Agnew z Francji, od baronii d’Agneaux w Normandii. Baronowie d’Agneaux po podboju normandzkim osiedlili się w Anglii, skąd część rodu przeniosła się w XII w. do  doliny Liddesdale w Szkocji.
Druga teoria wyprowadza nazwisko od jednego z klanów z Ulsteru, który osiadł w Dal Riacie. Pierwotne nazwisko O`Gnive miało ulegać ewolucji poprzez formy O`Gnyw, MacGnive, do Agnew. Zwolennicy tej hipotezy podkreślają popularność nazwiska Agnew również w Irlandii.
Najstarsze informacje o klanie pochodzą z 1375, kiedy Agnew, Lord of Larne towarzyszył Edwardowi Bruce, bratu króla  Roberta Bruce’a w wyprawie do Irlandii, aby wspomóc Irlandczyków w walce z Anglikami.
W 1426 r. Andrew Agnew otrzymał nadanie dóbr i urząd konstabla Lochnaw. W 1451 został szeryfem Wigtown, który to urząd sprawowany jest do dziś przez jego potomków.
W XV w. Agnewowie byli lennikami potężnego klanu Douglasów, dzięki czemu korzystali pośrednio z królewskich łask spływających na Douglasów.
W 1547 r. w czasie bitwy z Anglikami  pod Pinkie poległ Andrew Agnew of Lochnaw.
Sir Patrick Agnew of Lochnaw, poseł do parlamentu z Wingtownshire został mianowany baronetem Nowej Szkocji w 1629 r.
W czasie powstań jakobickich klan Agnew stał po stronie brytyjskiego rządu.
Spiro Agnew, wiceprezydent USA w latach 1969–1973 nie pochodził z tego klanu,  jego nazwisko było anglicyzowanym skrótem rodowego nazwiska greckiego Spiros Anagnostopoulos .